# Chiesa di Sant'Elena (Sant'Elena, Italia)
La chiesa di Sant'Elena è la parrocchiale di Sant'Elena, in provincia e diocesi di Padova; fa parte del vicariato di Monselice.

## Storia
Già nel XII secolo c'era una presenza religiosa a Sant'Elena, costituita da un monastero con annessa cappella; questo fu annesso nel 1469 al monastero padovano di San Benedetto.
Nel 1489 il vescovo di Padova Pietro Barozzi, compiendo la sua visita pastorale, trovò che a reggere la chiesa vi era un unico monaco.
In epoca napoleonica, in seguito alla soppressione del monastero, la cura d'anime venne affidata al clero diocesano.
Nel 1820 venne posta la prima pietra della nuova parrocchiale; l'edificio, in stile neoclassico, fu portato a termine nel 1831.

## Descrizione

### Esterno
La facciata della chiesa, rivolta a ponente e tripartita da quattro semicolone sorreggenti il frontone triangolare, presenta al centro il portale d'ingresso timpanato e un'iscrizione che recita le parole "DOM / IN HONOREM / S. HELENAE IMP."; vi è poi sul lato meridionale un'ala secondaria, caratterizzata dall'ingresso minore e da una nicchia ospitante una statua.
Annesso alla parrocchiale è il campanile a base quadrato, scandito da cornici marcapiano; la cella campanaria presenta su ogni lato una bifora ed è coronata dalla guglia poggiante sul tamburo a pianta ottagonale.

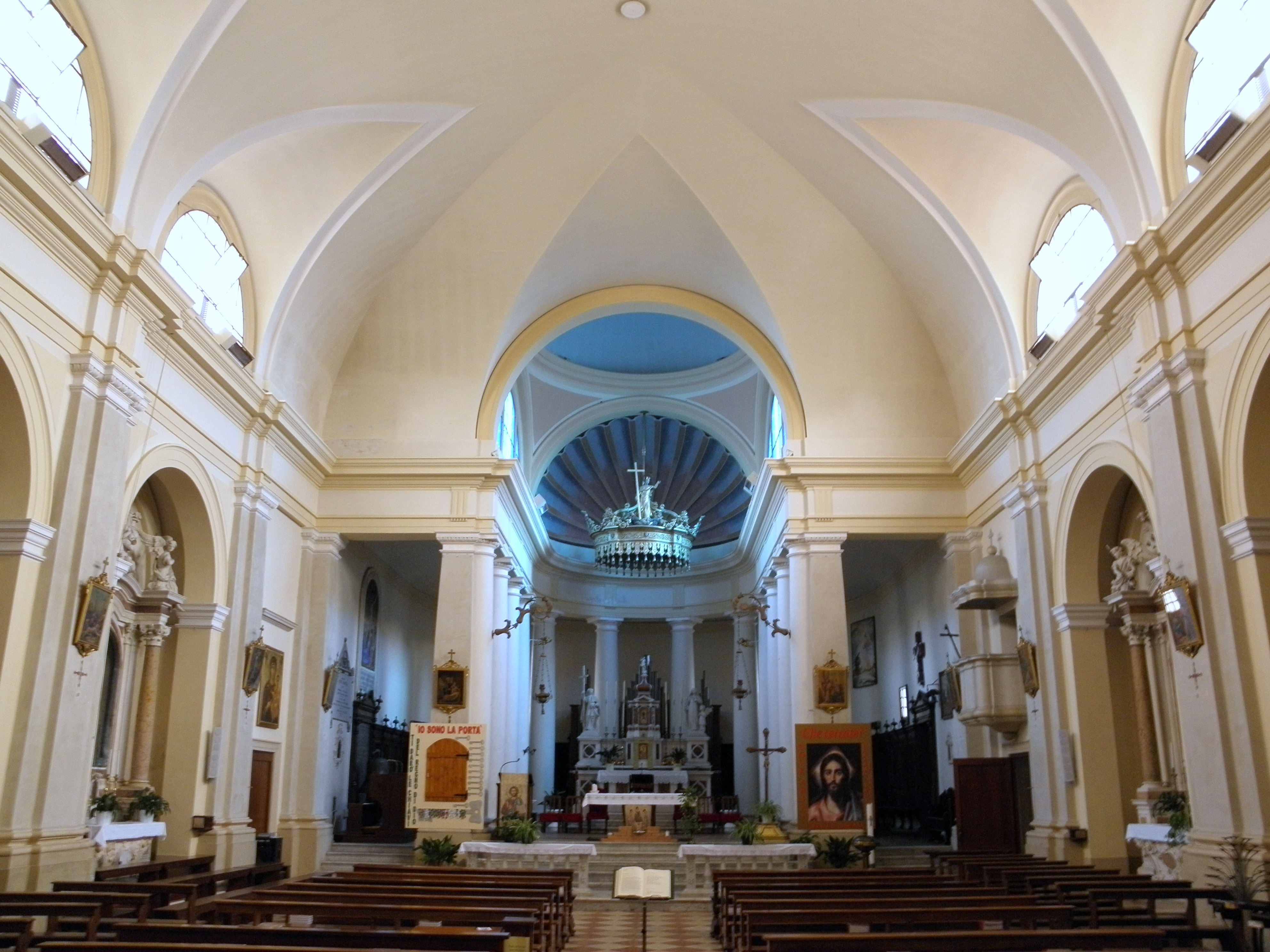
L'interno

### Interno
L'interno dell'edificio si compone di un'unica navata, sulla quale si affacciano le cappelle laterali e le cui pareti sono scandite da lesene sorreggenti la trabeazione modanata sopra la quale si imposta la volta; al termine dell'aula si sviluppa il presbiterio, dietro al quale vi è il deambulatorio.
Qui sono conservate diverse opere di pregio, tra le quali la pala di scuola veneta con soggetto il Ritrovamento della vera croce, risalente alla fine del XVI secolo, e la tela raffigurante Sant'Antonio di Padova con Gesù Bambino, realizzata nel Seicento da Antonio Triva, e il dipinto ritraente la Discesa dello Spirito Santo, eseguita da Sante Zanetti nel 1714.